# الدموع في عيون ضاحكة (فلم)
الدموع في عيون ضاحكة هو فيلم دراما مصري من إخراج أحمد ضياء الدين وبطولة رشدي أباظة، نيللي، محمد خيري، مريم فخر الدين، حسن مصطفى ويوسف فخر الدين، صدر الفيلم في خريف 1977.

## نبذه
يتعرف خيرت (رشدي أباظة) دكتور علم الاجتماع على الراقصة نونو (نيللي) التي تبوح له بحبها، يطلب منها أن تترك عملها وتقيم معه- (لإجراء تجربة عليها بدون أن تعلم وهي أن طبيعة الإنسان لا يغيرها شيء- تكتشف نونو خديعة خيرت الذي يجري عليها تجارب فتعود إلى الكباريه، يشعر خيرت بالحب نحوها فيتفق معها على الزواج.

## وصلات خارجية
- مقالات تستعمل روابط فنية بلا صلة مع ويكي بيانات